# Pina Carmirelli
Pina Carmirelli, właśc. Giuseppina Carmirelli (ur. 23 stycznia 1914 w Varzi, zm. 27 lutego 1993 w Capenie) – włoska skrzypaczka.

## Życiorys
Ukończyła konserwatorium w Mediolanie w klasie Michelangelo Abbado, uzyskując dyplom ze skrzypiec (1930) i kompozycji (1936). Następnie studiowała w Akademii Muzycznej św. Cecylii w Rzymie. Działalność koncertową rozpoczęła w 1937 roku. W 1940 roku zdobyła nagrodę im. Paganiniego. W 1949 roku założyła Quintetto Boccherini, a w 1954 roku Quartetto Carmirelli, z którym odbyła liczne podróże koncertowe po Europie i dokonała szeregu nagrań płytowych. Występowała jako solistka i w duecie z pianistą Sergio Lorenzim. W 1970 roku podczas serii występów w nowojorskiej Carnegie Hall wraz z Rudolfem Serkinem wykonała wszystkie sonaty skrzypcowe Ludwiga van Beethovena. Od 1977 roku była koncertmistrzem zespołu I Musici.